# Eleição municipal de Leme em 2012
A eleição municipal de Leme em 2012 aconteceu em 7 de outubro de 2012 para eleger um prefeito e 17 vereadores no município de Leme, no Estado de São Paulo, no Brasil. O prefeito eleito foi Lema, do PV, com 46,24% dos votos válidos, sendo vitorioso logo no primeiro turno em disputa com dois adversários, Paulo Blascke (PT) e Pedro de Souza (PMN). O vice-prefeito eleito, na chapa de Lema, foi Didio (PSC). O pleito em Leme foi parte das eleições municipais nas unidades federativas do Brasil. A disputa para as 17 vagas na Câmara Municipal de Leme envolveu a participação de 235 candidatos. O candidato mais bem votado foi José Eduardo Giacomelli e Pedro de Souza (PT) que obteve 1.760 votos (3,42% dos votos válidos).E em junho de 2013  os candidatos Paulo Roberto Blascke (PT) e Ademir Donizete Zanóbia (PSDC) acabam assumindo devido a  cassação de Lema pelo TSE.

## Antecedentes
Na eleição municipal de 2008, Wagner Ricardo Antunes Filho, do DEM venceu no primeiro turno. O candidato do DEM foi eleito com 80,08% dos votos válidos, em 2008. É importante ressaltar que Wagner Ricardo Filho Prefeito de Leme foi condenado por improbidade administrativa,  Wagner foi acusado de fazer publicidade institucional e utilizar os bens e recursos públicos da administração municipal em benefício próprio antes e durante o período em que era candidato a reeleição em 2008. Segundo a sentença, ele ainda por cima teria usado indevidamente o jornal "O Popular" para promover sua imagem e candidatura. .

## Eleitorado
Na eleição de 2012, estiveram aptos a votar 68.718 lemenses, o que correspondia a 84,18% da população da cidade.Sendo que 8,02% ou 4.637 foram votos em branco; 11,69% ou 6.76 foram votos nulos.

## Campanha
Na campanha política de 2012 houve irregularidades,  em de janeiro de 2013, o Tribunal Regional Eleitoral (TRE-SP), acolhendo parecer da Procuradoria Regional Eleitoral em São Paulo (PRE-SP), cassou o registro de candidatura dos candidatos mais votados para prefeito e vice-prefeito do município de Leme (SP), respectivamente, Sérgio Luiz Dellai (conhecido como "Lema") e Evanildo dos Santos Brito. O prefeito da cidade até 2012, Wagner Ricardo Antunes Filho ("Wagão"), foi condenado ao pagamento de multa. Lema, à época Diretor do Serviço de Águas e Esgoto do Município de Leme (SAECIL) e pré-candidato, criou em 2012 o benefício da "tarifa social" de água e esgoto, que dá um desconto de 50% na tarifa a famílias beneficiadas pelo Bolsa Família. O benefício foi amplamente noticiado pela Prefeitura e por meios de comunicação simpáticos a esta, tendo sido uma "bandeira de campanha" dos candidatos.
Em seu parecer, o procurador regional Eleitoral André de Carvalho Ramos entendeu que Lema e Wagner Ricardo violaram o disposto no inciso IV eno § 10 do art. 73 da Lei das Eleicoes (Lei n.º 9.504/97). Esses dispositivos proíbem a distribuição gratuita de bens, valores ou benefícios por parte da Administração Pública no ano da eleição, e também o uso promocional, em favor de candidato, de serviços de caráter social custeados pelo Poder Público. Tais disposições legais são algumas das condutas vedadas aos agentes públicos em época de eleição, tipificadas pelo citado art. 73, que visa impedir que os candidatos próximos ao governo usem a máquina pública para ter vantagens indevidas durante a campanha.
O parecer da PRE-SP também entendeu que o ex-prefeito incorreu em abuso de poder e uso indevido dos meios de comunicação social em favor dos candidatos, o que é proibido pelo art. 22 da Lei das Inelegibilidades (Lei Complementar nº 64/90). Isso porque o jornal local "O Popular" noticiou reiteradamente e de forma favorável as ações da Prefeitura, com especial destaque para a "tarifa social". Além disso, uma emissora local foi usada para divulgar obras do governo, com destaque expresso às figuras do ex-prefeito e do candidato à sucessão..

## Candidatos
Foram três candidatos à prefeitura em 2012:Sergio Luiz Dellai (Lema) do PV, Paulo Roberto Blascke do PT e Pedro de Souza do PMN
|  | Candidato(a)          | Vice                  | Partido | Coligação |
|  | --------------------- | --------------------- | ------- | --- |
|  | Sergio Luiz Dellai    | Didio                 | PV      | "Leme no rumo certo" (PRB / PP / PDT / PTB / PMDB / PSL / PSC / PR / PPS / DEM / PSB / PV / PRP / PSDB / PSD / PC do B / PT do B) |
|  | Paulo Roberto Blascke | Gu Zanobia            | PT      | "Resistência" (PT / PSDC) |
|  | Pedro de Souza        | Hmilton do agita leme | PMN     | (PMN) |

### Vereador
Dos dezessete (17) vereadores eleitos, cinco (5) eram em 2012 da base de Sergio Luiz Dellai (Lema), haviam apenas dois mulheres dentre as vereadoras eleitas em 2012. O vereador mais votado foi Ze Giacomelli (PR), que teve 1.760 votos. O PV é o partido com o maior número de vereadores eleitos (5).
| Resultado da eleição para a Câmara Municipal de Leme em 2012 por candidato | Resultado da eleição para a Câmara Municipal de Leme em 2012 por candidato | Resultado da eleição para a Câmara Municipal de Leme em 2012 por candidato | Resultado da eleição para a Câmara Municipal de Leme em 2012 por candidato | Resultado da eleição para a Câmara Municipal de Leme em 2012 por candidato | Resultado da eleição para a Câmara Municipal de Leme em 2012 por candidato |
| Candidato                                                                  | Número                                                                     | Partido                                                                    | Votos                                                                      | Porcentagem                                                                |                                                                            |
| -------------------------------------------------------------------------- | -------------------------------------------------------------------------- | -------------------------------------------------------------------------- | -------------------------------------------------------------------------- | -------------------------------------------------------------------------- | -------------------------------------------------------------------------- |
| Ze Giacomelli                                                              | 22625                                                                      | PR                                                                         | 1.760                                                                      | 3,42%                                                                      |                                                                            |
| Juninho da Prefeitura                                                      | 55601                                                                      | PSD                                                                        | 1.540                                                                      | 2,99%                                                                      |                                                                            |
| Duzao                                                                      | 25250                                                                      | DEM                                                                        | 1.524                                                                      | 2,96%                                                                      |                                                                            |
| Raul Xuxu                                                                  | 43333                                                                      | PV                                                                         | 1.521                                                                      | 2,96%                                                                      |                                                                            |
| Professor Marcelo                                                          | 55040                                                                      | PSD                                                                        | 1.366                                                                      | 2,66%                                                                      |                                                                            |
| João do Churrascão                                                         | 40444                                                                      | PSB                                                                        | 1.154                                                                      | 2,24%                                                                      |                                                                            |
| Chico da Rosa                                                              | 40333                                                                      | PSB                                                                        | 970                                                                        | 1,89%                                                                      |                                                                            |
| Ademir Lopes                                                               | 70777                                                                      | PT do B                                                                    | 961                                                                        | 1,87%                                                                      |                                                                            |
| Fabinho do Correio                                                         | 43300                                                                      | PV                                                                         | 942                                                                        | 1,83%                                                                      |                                                                            |
| Dr. Amarilis                                                               | 43111                                                                      | PV                                                                         | 935                                                                        | 1,82%                                                                      |                                                                            |
| Dr. Carlos Alexandre                                                       | 55000                                                                      | PSD                                                                        | 927                                                                        | 1,80%                                                                      |                                                                            |
| Paulinho Vallença                                                          | 25220                                                                      | DEM                                                                        | 835                                                                        | 1,62%                                                                      |                                                                            |
| Osmar Fick Jr.                                                             | 50007                                                                      | PSOL                                                                       | 827                                                                        | 1,61%                                                                      |                                                                            |
| Gilson Lani                                                                | 43999                                                                      | PV                                                                         | 824                                                                        | 1,60%                                                                      |                                                                            |
| Professor João Machado                                                     | 43000                                                                      | PV                                                                         | 782                                                                        | 1,52%                                                                      |                                                                            |
| Kiko Moraghi                                                               | 15000                                                                      | PMDB                                                                       | 724                                                                        | 1,41%                                                                      |                                                                            |
| Ricardinho                                                                 | 20777                                                                      | PSC                                                                        | 723                                                                        | 1,41%                                                                      |                                                                            |
| Silvio Sales                                                               | 20333                                                                      | PSC                                                                        | 722                                                                        | 1,40%                                                                      |                                                                            |
| Nivaldo Cabeludo                                                           | 15555                                                                      | PMDB                                                                       | 698                                                                        | 1,36%                                                                      |                                                                            |
| Edjalma                                                                    | 22800                                                                      | PR                                                                         | 675                                                                        | 1,31%                                                                      |                                                                            |
| Adenir Pinto                                                               | 45500                                                                      | PSDB                                                                       | 662                                                                        | 1,29%                                                                      |                                                                            |
| Bonelli                                                                    | 43010                                                                      | PV                                                                         | 662                                                                        | 1,29%                                                                      |                                                                            |
| Claudemir Borges                                                           | 15100                                                                      | PMDB                                                                       | 614                                                                        | 1,19%                                                                      |                                                                            |
| Bel Parolim                                                                | 13001                                                                      | PT                                                                         | 610                                                                        | 1,19%                                                                      |                                                                            |

| Votos válidos   | Votos válidos   | 51.440 | 88,92% |
| Votos nulos     | Votos nulos     | 2.870  | 4,96%  |
| Votos em branco | Votos em branco | 3.539  | 6,12%  |
| Total           | Total           | 57.849 | 100%   |
| --------------- | --------------- | ------ | ------ |

## Análises
Nas  últimas eleições municipais de Leme tem tido constantes escândalos ou melhor dizendo problemas com os políticos elegidos pelos eleitores. O prefeito que ganhou a disputa em 2008 Wagner Ricardo Filho foi condenado por improbidade administrativa e como não bastasse o prefeito Sergio Luiz Dellai, do PV, e do vice-prefeito, Evanildo dos Santos Brito, o Didio (PSC) também e o mesmo devido eles serem suspeitos de fazer uso eleitoral do desconto de 50% da tarifa de água para a população de baixa renda. Depois assumiu o prefeito  Paulo Blascke (PT) que também foi casado  depois de uma comissão processante entender que existiam irregularidades na contratação de caminhões para a coleta de lixo no município porém Paulo já retornou a atividade do  município  por não havia provas suficientes para seu afastamento.